# Staeffler Ridge
Staeffler Ridge är en bergstopp i Antarktis. Den ligger i Östantarktis. Nya Zeeland gör anspråk på området. Toppen på Staeffler Ridge är 875 meter över havet, eller 121 meter över den omgivande terrängen. Bredden vid basen är 1,6 km.
Terrängen runt Staeffler Ridge är huvudsakligen kuperad. Trakten är obefolkad. Det finns inga samhällen i närheten. 